# Huelga del Salad Bowl
La huelga del Salad Bowl fue una serie de huelgas, piquetes masivos, boicots y boicots secundarios que comenzaron el 23 de agosto de 1970 y llevaron a la huelga de trabajadores agrícolas más grande en la historia de los Estados Unidos.. La huelga fue dirigida por la Unión de Campesinos (United Farm Workers en inglés) contra la Hermandad Internacional de Camioneros (International Brotherhood of Teamsters en inglés, más conocidos simplemente como Teamsters). Su nombre proviene a que debido a la gran cantidad de productores de hortalizas en el Valle del Salinas y la diversidad de cultivos que se cultivan allí, el Valle del Salinas se conoce como el Salad Bowl («cuenco de ensalada» o «ensaladera» en inglés). La huelga del Salad Bowl fue solo en parte una huelga jurisdiccional, ya que muchas de las acciones tomadas durante el evento no fueron huelgas. La huelga condujo directamente a la aprobación de la Ley de Relaciones Laborales Agrícolas de California (California Agricultural Labor Relations Act o CALRA) en 1975.

## Antecedentes
Los derechos de negociación colectiva para la mayoría de los trabajadores por hora en los Estados Unidos recibieron protección legal por primera vez en 1933 por la Sección 7.ª de la National Industrial Recovery Act (NIRA, «Ley Nacional de Recuperación Industrial»). Aunque NIRA no eximió específicamente a los trabajadores agrícolas de la protección de la ley, la administración de Franklin D. Roosevelt, ansiosa por ganar el apoyo político de los miembros del Congreso de los estados agrícolas, argumentó que los trabajadores agrícolas estaban excluidos. Cuando la National Labor Relations Act (NLRA, «Ley Nacional de Relaciones Laborales») se promulgó en 1935, eximió específicamente a los trabajadores agrícolas debido a la presión del «bloque agrícola» en el Congreso. La NLRA no fue la única ley federal que discriminó a los trabajadores agrícolas; la Ley de Seguridad Social de 1935 y la Ley de Normas Laborales Justas de 1938 también los excluyeron. Aunque se hicieron varios intentos en las décadas de los años 1920, 1930 y 1940 para organizar a los trabajadores agrícolas, estos esfuerzos no tuvieron éxito.
En agosto de 1966, la Asociación Nacional de Trabajadores Agrícolas (National Farm Workers Association o NFWA) y el Comité Organizador de Trabajadores Agrícolas (Agricultural Workers Organizing Committee o AWOC), dos sindicatos relativamente menores y no reconocidos que reclamaban jurisdicción organizativa sobre los trabajadores agrícolas en California, se fusionaron para formar el Comité Organizador de Trabajadores Agrícolas Unidos, la organización predecesora a la Unión de Trabajadores Agrícolas o Unión de Campesinos (United Farm Workers o UFW). Adoptando la filosofía del pacifismo frente a la reacción a menudo violenta a sus esfuerzos organizativos y participando en huelgas, huelgas de hambre, boicots y boicots secundarios (incluida la exitosa huelga de la uva en Delano), marchas, mítines y campañas de relaciones públicas de vanguardia, la UFW comenzó a organizar un gran número de trabajadores agrícolas en sindicatos. En algunos casos, la UFW incluso ganó reconocimiento y negoció contratos.

## Huelga
En 1969, la UFW estaba a punto de ganar su huelga de la uva en Delano de cuatro años. En junio de 1969, unos 25 pequeños productores rompieron filas con el resto de la industria, y al final de julio de 1970 había terminado la huelga. La UFW creía que el éxito de los productores de uva de Delano llevaría a cientos de productores a reconocer al sindicato y negociar contratos con el sindicato.
Pero la UFW no fue el único sindicato que vio el fin de la huelga de la uva en Delano como una oportunidad. Seis mil conductores y trabajadores de empaque en el Valle del Salinas en California, representados por la Hermandad Internacional de Camioneros (comúnmente conocida en inglés como Teamsters), hicieron huelga el 17 de julio de 1970 impidiendo efectivamente que la mayor parte de la cosecha de lechuga de verano del país llegara a los consumidores. El precio de la lechuga iceberg se triplicó de la noche a la mañana, y miles de acres de lechuga fueron arados mientras las cosechas se echaban a perder. La huelga terminó el 23 de julio, pero el contrato incluía un acuerdo especial de los productores para dar a los Teamsters, no a la UFW, acceso a las granjas y el derecho a organizar a los trabajadores en sindicatos.
La UFW, que durante mucho tiempo había ejercido jurisdicción sobre los trabajadores de campo, se indignó, especialmente cuando los Teamsters firmaron un contrato con los productores días después sin tener que organizarse mucho o generar apoyo entre los trabajadores. Incluso cuando el líder de la UFW César Chávez hizo una huelga de hambre para protestar por las acciones de los Teamsters y un tribunal de distrito estatal impuso una medida cautelar para evitar que los miembros de la UFW abandonaran el trabajo, la UFW mantuvo conversaciones secretas con los Teamsters para evitar una huelga de la UFW. El 12 de agosto se llegó a un acuerdo para devolver la jurisdicción sobre los trabajadores de campo al sindicato agrícola, y FreshPict Foods (entonces propiedad de Purex Corporation) e Inter-Harvest (parte de United Fruit Company) rompieron filas con los demás cultivadores de lechuga y firmó contratos con la UFW.
Pero el acuerdo del 12 de agosto colapsó, y entre 5000 y 7000 trabajadores de la UFW golpearon a los agricultores del Valle del Salinas el 23 de agosto en lo que fue la huelga de trabajadores agrícolas más grande en la historia de los Estados Unidos. Más trabajadores abandonaron el trabajo en las próximas semanas. Mientras que otros sindicatos apoyaron la huelga, casi cesaron los envíos de lechuga fresca en todo el país y el precio de la lechuga se duplicó casi de la noche a la mañana. Los productores de lechuga perdieron 500 000 dólares al día. Un tribunal de distrito estatal prohibió a Chávez personalmente y a la UFW como organización participar en piquetes, pero tanto Chávez como el sindicato se negaron a obedecer las órdenes del tribunal. A fines de septiembre de 1970, la UFW pidió a los consumidores que se unieran a un boicot a nivel nacional de todas las lechugas que no habían sido recolectadas por miembros de la UFW. La violencia, esporádica al principio pero cada vez más generalizada, comenzó a ocurrir en los campos. El 4 de noviembre de 1970 fue bombardeada una oficina regional de la UFW.
El 4 de diciembre, alguaciles federales detuvieron a Chávez y, por primera vez en su vida, fue encarcelado. Dos días después, fue visitado en la cárcel del condado de Monterrey en Salinas por el ex-decatleta ganador de la medalla de oro olímpica Rafer Johnson y Ethel Kennedy, viuda del senador asesinado Robert F. Kennedy. Kennedy y Johnson fueron atacados por una turba antisindical en los escalones de la cárcel, y solo la intervención de la policía de la ciudad, los ayudantes del alguacil del condado de Monterrey y los boinas cafés impidieron disturbios y lesiones a los visitantes. Chávez fue puesto en libertad por la Corte Suprema de California el 23 de diciembre, pero al día siguiente convocó una huelga contra otros seis cultivadores de lechuga.
La huelga terminó el 26 de marzo de 1971 cuando los Teamsters y la UFW firmaron un nuevo acuerdo jurisdiccional reafirmando el derecho de la UFW a organizar a los trabajadores de campo.

## Impacto
La huelga del Salad Bowl no puso fin al desacuerdo jurisdiccional entre los Teamsters y la UFW. Los Teamsters reanudaron su disputa con la UFW en diciembre de 1972, lo que provocó más interrupciones en la industria agrícola estatal, piquetes masivos, detenciones masivas y violencia generalizada. En abril de 1973, la UFW estaba «luchando por nuestras vidas» y amenazando con lanzar un boicot a nivel nacional a cualquier productor que firmara un contrato con los Teamsters. Miles de miembros de la UFW comenzaron a realizar piquetes en los campos el 15 de abril de 1973. Rápidamente se produjeron arrestos masivos, y muchas cárceles de los condados pronto se llenaron de detenidos. Las batallas organizativas entre los dos sindicatos se tornaron violentas con ataques contra miembros de la UFW día y noche. La UFW parecía estar perdiendo la batalla física, legal y organizativamente. La violencia empeoró; setenta trabajadores agrícolas fueron atacados el 31 de julio, un piquete de la UFW recibió un disparo el 3 de agosto, se lanzaron cinco bombas incendiarias contra los piquetes de la UFW el 9 de agosto, dos miembros de la UFW fueron baleados el 11 de agosto y un piquetero de la UFW fue asesinado a tiros el 16 de agosto de 1973.
Con la UFW comenzando a ceder bajo el estrés financiero, legal y organizacional de la disputa jurisdiccional, Chávez entró en conversaciones con los Teamsters el 6 de agosto, pero los abandonó el 10 de agosto. Pero los Teamsters también habían sufrido mucho (en años anteriores el FBI había sospechado que la unión tenía vínculos con el crimen organizado y que esto estaba atrayendo mucha atención injustificada centrada en la mafia), y el día después de que terminaron las conversaciones de paz, los Teamsters sorprendieron a otros sindicatos ya muchos productores al repudiar todos los contratos que habían firmado desde que comenzó la nueva ronda de huelgas.
Se reanudaron las conversaciones y se llegó a un acuerdo provisional el 27 de septiembre de 1973 en el que los Teamsters acordaron nuevamente dejar la jurisdicción sobre los trabajadores agrícolas a la UFW.
A fines de 1974, muchos observadores estaban concluyendo que la UFW ya no era una fuerza viable. En julio se vio obligada a poner fin a los piquetes en algunos campos de uva cerca de Delano. Columnistas de periódicos sugirieron en junio que la UFW ya no tenía capacidad para luchar, y en febrero de 1975 había llegado a la conclusión de que el sindicato no tenía futuro.

### Promulgación de CALRA
La lucha entre los Teamsters y la UFW y su efecto en la viabilidad organizativa de la UFW llevó a César Chávez a considerar seriamente y abogar por una reforma legal en 1974. Aunque Jerry Brown había sido elegido gobernador de California en noviembre de 1974, la elección de Brown no fue suficiente para lograr la aprobación de la legislación. La UFW llegó a la conclusión de que tenía que hacer una fuerte demostración política para empujar a la Legislatura Estatal de California a actuar.
Aunque consideró piquetes masivos, mítines y más boicots, a la UFW le preocupaba haber perdido el apoyo de los trabajadores agrícolas y que tales eventos solo resaltarían la debilidad política del sindicato. En cambio, la UFW decidió una marcha de 180 km por un pequeño grupo de líderes de la UFW desde San Francisco hasta la bodega E & J Gallo Winery en Modesto. La marcha sería dramática, pero no requeriría un gran número de participantes. Aunque sólo unos pocos cientos de manifestantes salieron de San Francisco el 22 de febrero de 1975, más de 15 000 personas se habían unido a ellos cuando llegaron a Modesto el 1 de marzo.
El dramático éxito de la marcha de Modesto dio energía al movimiento de trabajadores agrícolas en California, y el gobernador Brown rápidamente comenzó a presionar por una reforma de la legislación laboral. La marcha pudo haber sido la piedra angular, pero fue el éxito de la huelga de la uva en Delano lo que llevó a los productores a la mesa. «La huelga de la uva asustó muchísimo a los agricultores, a todos nosotros», dijo un gran productor. La marcha llevó a políticos y Teamsters a la mesa.
El 7 de mayo de 1975 se alcanzó un amplio acuerdo sobre un proyecto de ley, apenas 68 días después de la marcha de Modesto. El Senado Estatal de California aprobó el proyecto de ley el 26 de mayo, y la Asamblea Estatal de California aprobó el proyecto de ley dos días después. El gobernador Brown promulgó la legislación el 4 de junio de 1975. La ley entró en vigencia el 28 de agosto de 1975.
Después de cientos de elecciones bajo la ley en sus primeros dos años, la UFW y Teamsters finalmente firmaron un acuerdo jurisdiccional de larga duración en marzo de 1977, y la UFW puso fin a sus boicots a la lechuga, las uvas y el vino en febrero de 1978.